# Ruprecht Andriano
Ruprecht Peter Maria Andriano (* 2. Oktober 1886 in Heidelberg; † 17. Oktober 1959 in Bad Tölz) war ein deutscher Korvettenkapitän der Kriegsmarine und Segler. Im Ersten Weltkrieg war er deutscher Kommandant von Kreuzern der türkischen Marine.

## Leben

### Herkunft
Ruprecht Andriano entstammte einer griechischen Familie. Er war ein Sohn des Majors Andriano und seiner Frau Elisabeth, geb. Fischer.

### Werdegang
Ruprecht Andriano trat am 1. April 1906 in die Kaiserliche Marine ein. Später war er bis November 1914 Vorstand der Marine-Nachrichten-Station Rotersand und dann bis Juli 1915 Adjutant, erst der 2., dann der 3. Abteilung der 2. Marine-Division. Bis Februar 1916 war er Vorstand der Marine-Nachrichten-Station Schillig und bis September 1916 auf Wangerooge.
Im September 1916 kam er auf den türkischen Kreuzer Torgut Reis, das ehemalige deutsche Panzerschiff Weißenburg. Von Juni 1917 bis März 1918 war er deutscher Kommandant der Torgut Reis. Für zwei Monate kommandierte er die Hamidiye und mit dem Schiff im Mai 1918 in das von den Deutschen besetzte Sewastopol einlaufen. Die dort vorgefundene Pruth, die ehemalige Mecidiye, wurde in Schlepp genommen und in die Türkei zurückgebracht. Von Mai 1918 bis September 1918 war er Kommandant der Berk-i Satvet. Anschließend war er ältester Seeoffizier in Noworossijsk.
Nach dem Krieg wurde er in die Reichsmarine übernommen. 1922 war er in der Marinefriedenskommission von Konteradmiral Max Reymann. Am 1. April 1926 erhielt er den Charakter als Korvettenkapitän verliehen. Am 31. April 1928 wurde er aus der Marine verabschiedet. Er wurde Geschäftsführer des Deutschen Segler-Verbands und bearbeitet in dieser Funktion u. a. das Taschenbuch für Fahrtensegler (1931) und Yachtnavigation (1933).
In der Kriegsmarine wurde er reaktiviert und war von September 1939 bis Januar 1940 Dolmetscher-Offizier im OKW. Anschließend war er bis Ende Dezember 1941 Leiter der Zweigstelle Kiel des KMD Hamburg. Am 1. April 1940 wurde er zum Korvettenkapitän z. V. befördert. Bis Januar 1942 war er kurz zur Verfügung des MOK Ost gesetzt. Von Februar 1942 bis Mai 1942 war er Stabsoffizier beim Stabe der Festungskommandantur Pillau und bis August 1942 war er Chef der Hafenschutzflottille Sandnessjøen. Bis zur deutschen Kapitulation war er noch Hafenkapitän und Standortältester von Lødingen (Norwegen). Im März 1946 wurde er aus der Marine verabschiedet.

### Familie
Am 18. März 1912 heiratete er Hildegard Roese (1889–1972), Tochter von Eduard Roese.

## Werke (Auswahl)
- Der Deutsche Segelsport. Mittler & Sohn, Berlin, 1929.
- Segelsport-ABC. Mittler, 1934; 5. Auflage: 1958.